# Natale Monferrato
Natale Monferrato (Venècia, 5 de maig de 1610 - 13 d'abril de 1685) fou un compositor italià, i fou investit sacerdot el 23 de setembre de 1634.
El 1639 entrà com a xantre a l'església de Sant Marc de Venècia, on va tenir com a mestre a Alessandro Grandi i el 23 de setembre de 1634 fou revestit amb els hàbits sacerdotals i, el 1647 va ser nomenat mestre de capella de la parròquia de Sant Crisòstom, i a més tingué, una tipografia.
Deixà les composicions següents:
- Salmi concertante a 5, 6, e 8 voci (Venècia, 1647);
- Motetti à 4 voci (Venècia, 1655, 1659, 1671);
- Motetti concerti a 5 e 6 voci (Venècia, 1660);
- Motetti a voci sola (Venècia, 1666);
- Motetti concertati a 2 e 3 voc (Venècia, 1669);
- Salmi concertati a 3, 4, 5, 6, 7 e 8 voci (Venècia, 1669);
- Sacri concerti (Venècia, 1675)
- Salmi concertati a 2 voci (Venècia, 1676);
- Salmi a voci sola (Venècia, 1677);
- Missae (Venècia, 1677);
- Antifona a voci sola (Venècia, 1678).